# Fritz Korbach
Fritz Korbach (Diez, 18 luglio 1945 – Leeuwarden, 14 agosto 2011) è stato un allenatore di calcio tedesco.

## Carriera

### Club
Ha allenato per 34 anni di fila, dal 1973 fino al 2007, e 14 club diversi.